# Esercente (codice della navigazione italiano)

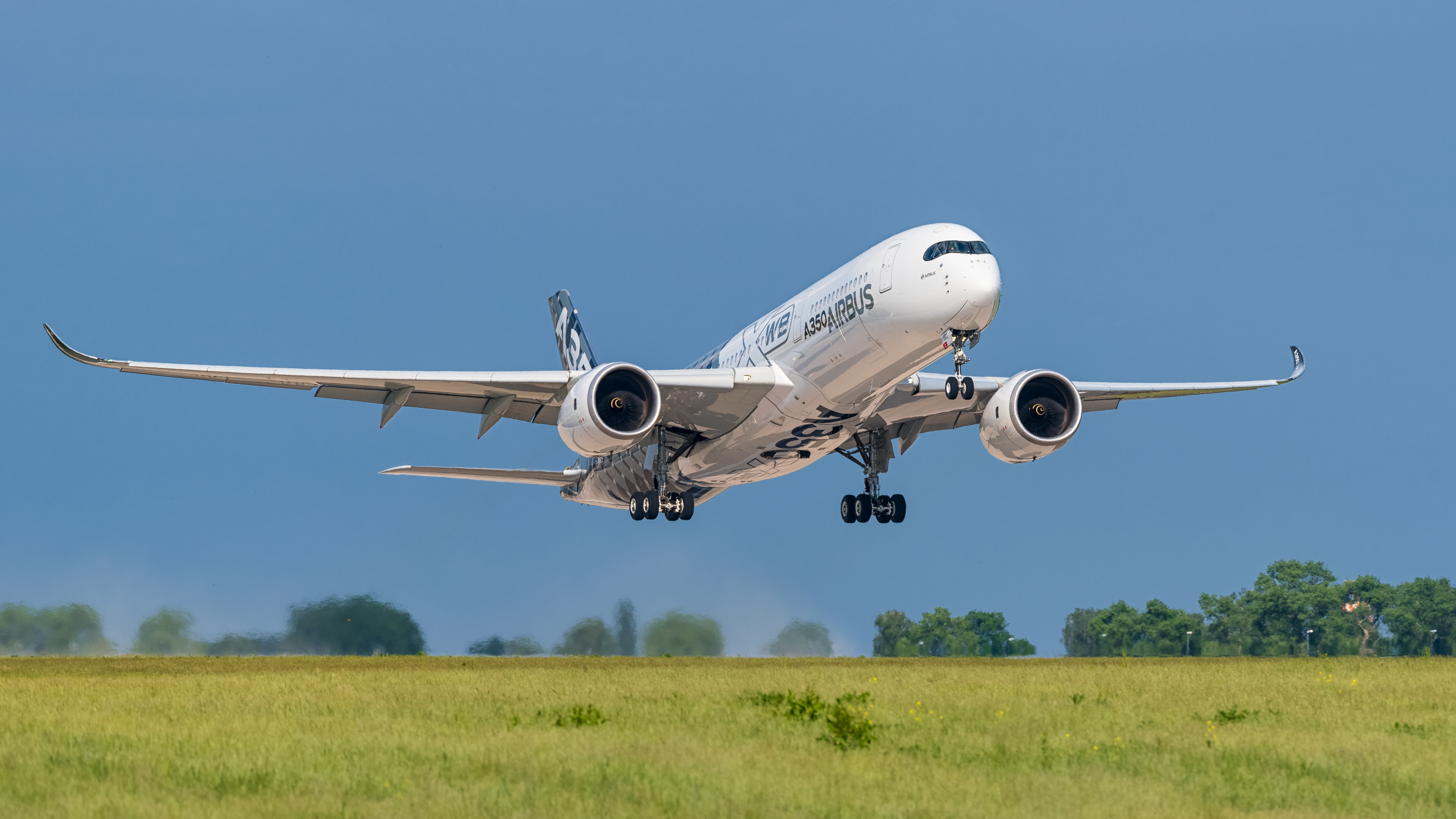
Aeromobile

La figura dell'esercente è regolamentata dall'art 874 del codice della navigazione che lo indica come "chi assume l'esercizio dell'aeromobile...." e corrisponde, nella navigazione aerea, a quella dell'armatore nella navigazione marittima.
Pur rientrando in quella che il codice indica come "impresa della navigazione" insieme alle figure del caposcalo, del comandante dell'aeromobile e dell'equipaggio, occorre tuttavia tenere distinta tale figura da quella dell'imprenditore regolamentata dall'art. 2082 del codice civile.
La figura dell'esercente può non coincidere con quella del proprietario dell'aeromobile.

## La dichiarazione di esercenza
Qualora l'esercizio di un aeromobile non fosse assunto dal proprietario, è necessario rendere conoscibile ai terzi tale situazione, ovvero rendere pubblica la dichiarazione di esercenza.
Secondo l'art 876 del codice della navigazione in mancanza della dichiarazione di esercente, debitamente resa pubblica, esercente si presume il proprietario fino a prova contraria. 
La dichiarazione dovrà contenere:
- il nome, la nazionalità e il domicilio dell'esercente;
- gli elementi di individuazione dell'aeromobile;
- il nome, la nazionalità e il domicilio del proprietario;
- l'indicazione del titolo che attribuisce l'uso dell'aeromobile (titoli idonei alla trascrizione di esercenza sono: il contratto di locazione, di usufrutto, di locazione finanziaria e di comodato).

Tale dichiarazione dovrà essere trascritta nel RAN (Registro Aeronautico Nazionale) e annotata sul certificato di immatricolazione. In caso di discordaza tra il RAN e il certificato di immatricolazione prevarrà quanto riportato nel registro.

## La responsabilità dell'esercente
Secondo l'art 878 del codice della navigazione, l'esercizio dell'aeromobile implica per l'esercente assumere la responsabilità per:
- i fatti dell'equipaggio;
- le obbligazioni contratte dal comandante per quanto riguarda l'aeromobile e la spedizione.

Si tratta di una responsabilità limitata e oggettiva. Limitata in quanto non risponde delle obbligazioni che per legge sono in capo al comandante, come quella per l'assistenza degli aeromobili in pericolo o relativa al salvataggio, e oggettiva perché risponderà anche in assenza di dolo o colpa in caso di danni a terzi sulla superficie e danni da urto o spostamento d'aria.